# 5. slovenska narodnoosvobodilna udarna brigada »Ivan Cankar«
5. slovenska narodnoosvobodilna udarna brigada »Ivan Cankar«, krajše 5. SNOUB »Ivan Cankar«; tudi Cankarjeva brigada, je bila ustanovljena 16. septembra 1942. Sestavila se je na slovesnem zboru vseh sestavnih enot 28. septembra 1942 v vasi Lapinje na Kočevskem. To je tudi rojstni datum brigade. Poimenovana je bila po slovenskem pesniku in pisatelju Ivanu Cankarju. Naziv udarna brigada pa je dobila zaradi uspešnih bojev proti okupatorjem in domačim kolaborantom.

## Zgodovina
Brigada je bila ustanovljena v času, ko je na Dolenjskem divjala roška ofenziva. V kočevski vasici Lapinje se je zbralo 400 borcev-prostovoljcev iz treh bataljonov: I. dolenjskega, II. kočevskega in III. belokranjskega (brez tretje čete).
Zadnje dni decembra 1942 se je v brigado vključil še nepopolni gorjanski bataljon. 24. novembra 1944 pa se je iz ujetih v Sloveniji, od antifašistov in prostovoljcev Avstrijcev formiral v vasi Tribuče (Bela krajina) avstrijski bataljon, ki je bil vključen tudi v Cankarjevo brigado. Štel je 100 borcev.
Področje njenega bojnega delovanja je bilo vse območje od Vinice do Vrhnike in od Krimskega višavja, Gorjancev do Save. Večkrat je sodelovala tudi s hrvaškimi partizani.
Bojna pot Cankarjeve brigade je trajala skoraj tri leta. V teh letih je vodila napade na sovražne postojanke, še veliko več pa manevrskih bojev, bojev ob prometnicah in spopadov na odprtem terenu. V povprečju je ropotalo orožje vsake tri dni, včasih pa tudi po deset in več dni neprekinjeno. Najtežje obrambne boje z Nemci in Čerkezi je vodila na območju srednje Dolenjske in na Ilovi gori. Ti so trajali neprekinjeno od 15. oktobra do 5. novembra 1943. Od konca leta 1943 do osvoboditve so bili boji z okupatorji in njihovimi pomagači v stalnem porastu, s tem pa je raslo tudi število padlih partizanov, ki se je do konca vojne povzpelo na okrog 650. 16. marca 1944 so domobranci v bitki na Javorovici popolnoma porazili IV. bataljon.
Brigada je iz sovražnikovih vrst izločila okoli 3000 sovražnikovih vojakov, poleg tega pa preprečila vrsto njihovih nalog in ciljev. Njeni zadnji boji v sestavu 15. divizije so bili: 4. maja 1945 osvoboditev Kočevja, 6. maja 1945 osvoboditev Grosuplja, 9. maja 1945 osvoboditev Ljubljane in 10. maja 1945 osvoboditev Savinjske doline.
Bojni pohod je končala 15. maja 1945 v dolini reke Meže na Koroškem.

## Organizacija in struktura
Ob ustanovitvi so bili formirani trije bataljoni, ki so se v brigado vključili iz različnih področij in so imeli različno zgodovino.
- I. bataljon je nastal iz II. bataljona zapadno dolenjskega odreda. Štel je 166 borcev. Oborožitev: trije puškomitraljezi, 129 pušk, bombe, pištole. Razdeljen je bil v tri čete.
- II. bataljon je bil večji del sestavljen iz kočevskega odreda. Imel je 175 borcev. Oborožitev: pet puškomitraljezov, 110 pušk.
- III. bataljon je bi sestavljen iz I. in II. bataljona belokranjskega odreda. Štel je 80-90 borcev. Oborožitev: težki mitraljez, en puškomitraljez, puške. 10 borcev je bilo neoboroženih.

Brigada je ob ustanovitvi štela 350 - 360 borcev.

## Pripadniki brigade

### Poveljstvo
Komandanti brigade
- Marjan Dermastia - Urban Velikonja 28. september 1942 - 27. december 1942
- Predrag Jevtić - Dragan, 28. december 1942 - 13. julij 1943
- Rajko Tanasković, 14. julij 1943 - 6. avgust 1943
- Franc Kočevar - Ciril, 7. avgust 1943 - 11. oktober 1943
- Ivan Majnik - Djems, 12. oktober 1943 - 25. januar 1944
- Alojz Dragan - Dragan, 26. januar 1944 - 2. maj 1944
- Vid Jerič - Drugi, 3. maj 1944 - 16. junij 1944
- Alojz Dragan - Dragan, 17. junij 1944 - 16. februar 1945
- Vinko Mojškerc - Jesen, 17. februar 1945 - 23. april 1945
- Stanko Mahne, 24. april 1945 - 15. maj 1945

Politični komisarji brigade
- Jože Ravbar - Gregor Javor, 28. september 1942 - 5. december 1942
- Jože Borštnar, 6. december 1942 - 4. avgust 1943
- Josip Zornada - Frenk, 5. avgust 1943 - 25. januar 1944
- Franc Sever - Franta, 26. januar 1944 - 15. marec 1944
- Ivan Picelj - Jon, 16. marec 1944 - 20. avgust 1944
- Dušan Rebolj - Bor, 21. avgust 1944 - 6. november 1944
- Emil Dojčič - Emil, 7. november 1944 - 16. april 1945
- Vekoslav Robič, 17. april 1945 - 15. maj 1945

Namestniki komandanta brigade
- Stanko Semič - Daki, 28. september 1942 - 10. december 1942
- Alojz Popek - Vandek, 11. december 1942 - 1. februar 1943
- Franc Kočevar - Ciril, 2. februar 1943 - 6. avgust 1943
- Ivan Majnik - Djems, 7. avgust 1943 - 11. oktober 1943
- Andrej Cetinski - Lev, 24. november 1943 - 14. februar 1944
- Jovo Vukša, 15. februar 1944 - 16. marec 1944
- Svetolik Jovanović - Mito, 1. april 1944 - 19. maj 1944
- Anton Kramarič, 24. avgust 1944 - 5. november 1944
- Alojz Golob-Bogo, 6. november 1944 - 15. marec 1945
- Mirko Mantelj, 16. marec 1945 - 15. maj 1945

Namestniki političnega komisarja brigade
- Jože Borštnar, 28. september 1942 - 6. december 1942
- Jože Mazovec - Tine Dovgan, 7. december 1942 - 17. marec 1943
- Aleksander Marjanović - Leko, 9. april 1943 - 30. julij 1943
- Ivan Hržič - Dušan, 1. september 1943 - 21. avgust 1944
- Ivan Picelj - Jon, 21. november 1944 - 14. januar 1945
- Alojz Hren, 15. januar 1945 - 15. maj 1945

Načelniki štaba brigade
- Edo Mihevc - Dore, 28. september 1942 - 30. april 1943
- Rajko Tanasković, 1. maj 1943 - 13. julij 1943
- Radomir Božović - Raco, 14. julij 1943 - 15. oktober 1943
- Drago Jerman - Drago, 18. oktober 1943 - 25. december 1943
- Franc Kolar - Franček, 15. februar 1944 - 16. marec 1944
- Karol Kajfež - Sablja, 6. april 1944 - 8. september 1944
- Franc Semejar - Pete, 23. november 1944 - 20. februar 1945
- Julij Košir, 26. februar 1945 - 11. marec 1945
- Janez Malenšek - Bomba, 12. marec 1945 - 15. maj 1945

Komandanti I. bataljona
- Dušan Švara - Dule, 28. september 1942 - 24. julij 1943
- Andrej Cetinski - Lev, 25. julij 1943 - 23. november 1943
- Zdravko Firm - Ferči, 24. november 1943 - 1. april 1944
- Ivan Les, 2. april 1944 - 7. maj 1944
- Franc Benedičič - Beno, 8. maj 1944 - 1. julij 1944
- Viktor Pezdirc - Crni, 2. julij 1944 - 5. avgust 1944
- Jože Vidmar, 6. avgust 1944 - 8. november 1944
- Franc Kren, 9. november 1944 - 15. februar 1945
- Franc Bregar - Vido, 16. februar 1945 - 15. maj 1945

Politični komisarji I. bataljona
- Florijan Pelko - Cveto, 28. september 1942 - 15. december 1942
- Ivan Bernot - Živko, 16. december 1942 - 1. maj 1943
- Janez Vipotnik, 2. maj 1943 - 15. september 1943
- Miha Berčič - Maks, 16. september 1943 - 20. december 1943
- Franc Arko - Rado, 21. december 1943 - 8. marec 1944
- Tone Mavrin - Tonček, 9. marec 1944 - 2. april 1944
- Rudolf Ipavec - Moro, 3. april 1944 - 7. avgust 1944
- Vidko Čerin, 8. avgust 1944 - 29. september 1944
- Matevž Kolaro - Mat, 30. september 1944 - 10. marec 1945
- Marjan Lužnar - Jeklo, 11. marec 1945 - 17. april 1945
- Janez Kocjančič - Božo, 18. april 1945 - 15. maj 1945

Komandanti II. bataljona
- Ante Novak - Ante, 28. september 1942 - 7. december 1942
- Petar Brajović, 8. december 1942 - 1. januar 1943
- Aleksander Marjanović - Leko, 2. januar 1943 - 9. april 1943
- Ivan Majnik - Djems, 10. april 1943 - 6. avgust 1943
- Svetolik Jovanović - Mito, 7. avgust 1943 - 8. marec 1944
- Mirko Rebselj - Feri, 9. marec 1944 - 12. junij 1944
- Rudolf Ancelj, 13. junij 1944 - 4. september 1944
- Alojz Golob - Bogo, 5. september 1944 - 5. november 1944
- Franc Šteblaj - Žarko, 6. november 1944 - 20. februar 1945
- Jernej Jarc - Stani, 21. februar 1945 - 10. marec 1945
- Alojz Volčak, 11. marec 1945 - 15. maj 1945

Politični komisarji II. bataljona
- Ivan Lokovšek - Jan, 28. september 1942 - 7. december 1942
- Anton Milič - Marko, 8. december 1942 - 21. marec 1943
- Janez Jerman - Janez, 22. marec 1943 - 15. april 1943
- Alojz Colarič, 16. april 1943 - 8. september 1943
- Tone Mavrin - Tonček, 9. september 1943 - 18. september 1943
- Jože Selič - Boštjan, 19. september 1943 - 6. februar 1944
- Lovro Škerl, 7. februar 1944 - 8. marec 1944
- Štefan Gebert - Stepko, 9. marec 1944 - 2. julij 1944
- Avgust Durjava, 3. julij 1944 - 16. julij 1944
- Franc Arko - Rado, 17. julij 1944 - 18. september 1944
- Milan Podobnik, 19. september 1944 - 24. april 1945
- Miljutin Mužičv, 25. april 1945 - 15. maj 1945

Komandanti III. bataljona
- Ivan Pezdirc - Slavo, 28. september 1942 - 23. december 1942
- Ilija Badovinac, 24. december 1942 - 14. september 1943
- Alojz Dragan - Dragan, 15. september 1943 - 26. januar 1944
- Franc Simonič, 27. januar 1944 - 23. marec 1944
- Jernej Teropšič, 24. marec 1944 - 25. maj 1944
- Janko Rode - Ilija, 26. maj 1944 - 29. junij 1944
- Franc Šteblaj - Žarko, 30. junij 1944 - 9. oktober 1944
- Leopold Jerman - Polde, 10. oktober 1944 - 23. november 1944
- Mirko Mantelj, 24. november 1944 - 15. marec 1945
- Franc Belej, 26. marec 1945 - 15. maj 1945

Politični komisarji III. bataljona
- Rado Pešelj - Vičan, 28. september 1942 - 25. marec 1943
- Vladimir Mišica - Miha, 26. marec 1943 - 25. september 1943
- Štefan Gebert - Stepko, 26. september 1943 - 8. marec 1944
- Lovro Škerl, 9. marec 1944 - 3. april 1944
- Viljem Perdan, 4. april 1944 - 23. april 1944
- Jernej Jarc - Stane, 24. april 1944 - 9. maj 1944
- Franc Žabjek, 10. maj 1944 - 18. junij 1944
- Milan Podobnik, 19. junij 1944 - 17. julij 1944
- Avgust Durjava, 18. julij 1944 - 15. oktober 1944
- Franc Jerman - Jerman, 16. oktober 1944 - 26. november 1944
- Avgust Mikec - Ivan, 27. november 1944 - 4. maj 1945
- Alojz Grahek - Slavo, 5. maj 1945 - 15. maj 1945

Komandanti IV. bataljona
- Alojz Grčar - Mitja Štajerc, 19. maj 1943 - 28. avgust 1943
- Leopold Gerdovič - Jur, 29. avgust 1943 - 22. november 1943
- Miha Tkalčič - Kalčič, 23. november 1943 - 16. marec 1944
- Viktor Pezdirc - Crni, 18. april 1944 - 30. junij 1944
- Miroslav Stipanič, 1. julij 1944 - 17. julij 1944

Politični komisarji IV. bataljona
- Josip Zornada - Frenk, 19. maj 1943 - 4. avgust 1943
- Alojz Žokalj - Džidži, 5. avgust 1943 - 20. september 1943
- Ivan Picelj - Jon, 21. september 1943 - 22. november 1943
- Albin Lapajna, 23. november 1943 - 9. januar 1944
- Tončka Šobar, 10. januar 1944 - 16. marec 1944
- Franc Zoran - Filip, 18. april 1944 - 15. maj 1944
- Rado Močivnik , 16. maj 1944 - 30. maj 1944
- Franc Arko - Rado, 31. maj 1944 - 17. julij 1944

Komandant IV. bataljona (avstrijski)
- Max Baier, 24. november 1944 - 13. april 1945

Politična komisarja IV. bataljona (avstrijski)
- Roman Füchsel, 24. november 1944 - 5. marec 1945
- Alojz Mauerer, 6. marec 1945 - 13. april 1945

### Moštvo
- Skozi brigado se je ves čas vojne zvrstilo: 3100 borcev in bork
- Največje število: ob Kapitulaciji Italije 1342 borcev in bork
- Najmanj je brigada imela: januarja 1945 300 borcev in bork
- Povprečna moč brigade: 650 borcev in bork
- Mlajši od 16 let: 125 borcev in bork
- Starosti od 16 do 20 let: 1000 borcev in bork
- Starejši od 50 let: 52 borcev in bork

Med borci je bilo največ Dolenjcev, veliko Ljubljančanov, nekaj Štajercev, Gorenjcev in Primorcev, 27 Korošcev in 70 borcev drugih jugoslovanskih narodov in tujcev.